# Regal Zonophone Records
La Regal Zonophone Records è stata una casa discografica britannica facente parte del gruppo EMI.

## Storia
L'etichetta nasce nel 1932 come joint venture delle etichette Regal e Zonophone. 
Divenne molto nota negli anni '50, grazie alla produzione di artisti come Slim Dusty, Smoky Dawson, Reg Lindsay; il suo successo proseguì negli anni '60 grazie al gruppo The Move.
I più grandi successi dell'etichetta furono i primi album dei Procol Harum e di Tony Visconti.
Nel 1977 produce l'album Thrillington, di Paul McCartney, e negli anni '80 Dave Edmunds e Andy Brown.
Nel 1990 venne acquistata dalla Warner Bros.Records, che nel 2014 la incorpora nella sua controllata Parlophone.

## Correlati
- Procol Harum
- Tony Visconti
- Paul McCartney
- The Fall[2]